# NGC 7163
NGC 7163 је спирална галаксија у сазвежђу Јужна риба која се налази на NGC листи објеката дубоког неба.
Деклинација објекта је - 31° 53' 1" а ректасцензија 21h 59m 20,3s. Привидна величина (магнитуда) објекта NGC 7163 износи 12,9 а фотографска магнитуда 13,7. Налази се на удаљености од 28,370 милиона парсека од Сунца. NGC 7163 је још познат и под ознакама ESO 466-30, MCG -5-51-35, IRAS 21564-3207, PGC 67785.